# Guillem Verger i Garau
Guillem Verger i Garau (Algaida, Mallorca, 18 de març de 1929 - Barcelona, febrer de 2022) fou un metge balear.

## Trajectòria
Fill d'un metge rural del primer terç del segle XX d'origen montuirer, es llicencià en medicina i cirurgia el 1952, iniciant la seva formació sobre malalties infeccioses a l'hospital Claude Bernard de París el 1958. El 1965 es doctorà en medicina i cirurgia i s'especialitzà en medicina interna. Entre els anys 1960 i 1965 fou metge responsable de sala a la Clínica Mèdica Universitària del Professor Agustí Pedro i Pons, entre 1966 i 1968 cap de servei a l'Hospital de Nostra Senyora del Mar i entre 1968 i 1975 metge del servei d'urgències de l'Hospital de Sant Pau, on des del 1975 fins al 1997, any en què es jubilà, ocupà el càrrec de cap de la Unitat de Malalties Infeccioses, que fou la primera en aquesta matèria de l'Estat espanyol. En l'àmbit de la docència, entre 1971 i 1997, fou professor de patologia clínica i mèdica a la Universitat Autònoma de Barcelona. És autor de nombroses publicacions i ponències, tant nacionals com internacionals, i ha col·laborat en diverses monografies i llibres mèdics.
Entre les responsabilitats que ha exercit durant la seva trajectòria professional, destaquen, a més de les ja referenciades, la de president de la Societat Catalana de Malalties Infeccioses i Microbiologia Clínica de l'Acadèmia de Ciències Mèdiques i de la Salut de Catalunya i de Balears del 1985 al 1987, president de la Comissió Assessora del Programa de Lluita contra la Sida del 1988 al 1990, i de la Comissió de Lluita contra la Infecció Hospitalària de la Generalitat de Catalunya el 1990, a més de coordinador general de la Comissió de Lluita de la Infecció als Centres Sanitaris de la Generalitat de Catalunya entre els anys 1990 i 1995.

## Reconeixements
El 2008 l'Acadèmia de Ciències Mèdiques i de la Salut de Catalunya i de Balears li atorgà el premi Jordi Gol i Gurina a la trajectòria professional i humana d'un metge o d'un altre professional de les ciències de la salut que més ha destacat a països de parla catalana.

## Publicacions[4][5]
- Estudio comparativo de las aglutinas anti-Eberth en la tifoidea del niño y del adulto (1962)
- Enfermedades infecciosas (1989)
- La gripe una epidemia moderna (1978)
- Prevenció de la sida (1991)
- Malalties infeccioses, Sistema immunitari, Genètica (1991)
- Prevenció de la sida (1991)
- Recomanacions per a la prevenció de la infecció als centres sanitaris, amb Lluís Moner i Coromina (coords.) (1988)